# Alıçlı
Alıçlı ist ein Dorf im Landkreis Ömerli der türkischen Provinz Mardin. Alıçlı liegt etwa 37 km nordöstlich der Provinzhauptstadt Mardin und 12 km nordöstlich von Ömerli. Alıçlı hatte laut der letzten Volkszählung 471 Einwohner (Stand Ende Dezember 2009). Der ursprüngliche Name lautet Hirbatova.